# Gra epizodyczna
Gra epizodyczna – rodzaj gry komputerowej, której cechą jest wydawanie w niewielkich fragmentach, zamiast w całości. Przykładem może być Dreamfall Chapters, Life Is Strange, The Walking Dead lub seria dodatków do Half-Life'a 2 (Episode One, Two). Gry epizodyczne mogą zachowywać ciągłość fabuły lub też nie. Zazwyczaj dla konsumenta nie różnią się zbytnio od dodatku.
Episodic content staje się coraz  popularniejsza wśród producentów i deweloperów, gdyż podzielenie gier na części zmniejsza ich koszty produkcji, oraz, w związku z nowymi technologiami dostarczania treści (np. Steam), również koszty dystrybucji.

## Historia
Za pierwszą grę, przy której wykorzystano episodic content, uważa się Wing Commander: Secret Ops z roku 1998, wydawaną odcinkami w internecie. Przedsięwzięcie okazało się fiaskiem, głównie z powodu rozmiarów poszczególnych epizodów (ok. 120 MB), które w erze połączeń modemowych wydawały się ogromne. Pierwsza epizodyczna gra na konsole, .hack, była wydawana w latach 2002–2003.
Dużą rolę w upowszechnianiu epizodycznych FPS-ów odegrała firma Kuma Reality Games wydając m.in. The DinoHunters i Kuma\War. Valve Corporation postanowiło podzielić jedyny planowany dodatek do Half-Life’a 2 (Half-Life 2: Aftermatch) na trzy części, z których dwie już wydano.